# Чагино (Тверская область)
Чагино — село в Кашинском городском округе Тверской области.

## География
Село находится в 5 км на север от города Кашина.

## История
В 1799 году в селе была построена каменная Казанская церковь с 2 престолами, метрические книги с 1780 года. 
В конце XIX — начале XX века село входило в состав Подберезской волости Кашинского уезда Тверской губернии.
С 1929 года село входило в состав Пестриковского сельсовета Кашинского района Кимрского округа Московской области, с 1935 года — в составе Калининской области, с 1994 года — в составе Пестриковского сельского округа, с 2005 года — в составе Пестриковского сельского поселения, с 2018 года — в составе Кашинского городского округа.

## Население
| 1859 | 1889 | 2002 | 2010 |
| ---- | ---- | ---- | ---- |
| 169  | ↘165 | ↘7   | ↘0   |

## Достопримечательности
В селе находилась каменная Казанская церковь 1799 года постройки.

## Известные люди
В Чагино родился русский писатель XVIII века Михаил Яковлевич Завьялов.